# Храстоваць (Вука)
45°26′ пн. ш. 18°31′ сх. д. / 45.43° пн. ш. 18.52° сх. д.
Храстоваць (хорв. Hrastovac) — населений пункт у Хорватії, в Осієцько-Баранській жупанії у складі громади Вука.

## Населення
Населення за даними перепису 2011 року становило 173 осіб.
Динаміка чисельності населення поселення:

## Клімат
Середня річна температура становить 11,08 °C, середня максимальна – 25,60 °C, а середня мінімальна – -6,21 °C. Середня річна кількість опадів – 675 мм.
| Клімат поселення                              | Клімат поселення | Клімат поселення | Клімат поселення | Клімат поселення | Клімат поселення | Клімат поселення | Клімат поселення | Клімат поселення | Клімат поселення | Клімат поселення | Клімат поселення | Клімат поселення | Клімат поселення |
| Показник                                      | Січ.             | Лют.             | Бер.             | Квіт.            | Трав.            | Черв.            | Лип.             | Серп.            | Вер.             | Жовт.            | Лист.            | Груд.            |                  |
| Середній максимум, °C                         | 5,80             | 8,08             | 12,70            | 17,30            | 22,48            | 25,60            | 25,40            | 25,04            | 21,01            | 15,54            | 9,50             | 5,60             |                  |
| Середня температура, °C                       | −0,2             | 2,04             | 6,70             | 11,30            | 16,48            | 19,60            | 21,20            | 20,86            | 16,81            | 11,39            | 5,35             | 1,40             |                  |
| Середній мінімум, °C                          | −6,21            | −3,99            | 0,69             | 5,26             | 10,50            | 13,60            | 17,03            | 16,70            | 12,64            | 7,20             | 1,17             | −2,74            |                  |
| Норма опадів, мм                              | 44               | 39               | 41               | 52               | 61               | 85               | 65               | 62               | 51               | 58               | 65               | 52               |                  |
| Середньомісячна швидкість вітру, м/с          | 2.23             | 2.50             | 2.80             | 2.70             | 2.40             | 2.20             | 2.13             | 2.00             | 1.94             | 2.10             | 2.20             | 2.30             |                  |
| Середньомісячна сонячна радіація, кДж/м²·день | 4260             | 6912             | 10935            | 15439            | 19397            | 21437            | 22203            | 20360            | 14932            | 9408             | 4795             | 3540             |                  |
| --------------------------------------------- | ---------------- | ---------------- | ---------------- | ---------------- | ---------------- | ---------------- | ---------------- | ---------------- | ---------------- | ---------------- | ---------------- | ---------------- | ---------------- |
| Джерело:                                      |                  |                  |                  |                  |                  |                  |                  |                  |                  |                  |                  |                  |                  |